# Тяпкина, Лилия Николаевна
Лилия Николаевна Тяпкина (Григорьева) (22 мая 1930, Кострома, Ивановская Промышленная область — 11 ноября 2004, Караваево, Костромская область) — передовик советского сельского хозяйства, скотница племенного молочного совхоза «Караваево» Министерства совхозов СССР, Костромского района Костромской области, Герой Социалистического Труда (1950).

## Биография
Родилась 22 мая 1930 года в городе Костроме в семье заведующего ювелирторгом. В 1935 году отца арестовали. Вся семья переехала в посёлок Караваево.
Лилия постоянно в детстве помогала матери на ферме и очень рано, ещё не окончив среднюю школу, пошла работать. Стала работать телятницей на ферме племсовхоза «Караваево».
Вскоре Григорьевой выделили самостоятельную группу телят. Она сумела добиться высоких производственных результатов по среднесуточному привесу.
Указом Президиума Верховного Совета СССР от 16 октября 1950 года за получение высоких результатов в сельском хозяйстве и рекордные показатели в животноводстве Лилии Николаевне Григорьевой (в замужестве — Тяпкиной) было присвоено звание Героя Социалистического Труда с вручением ордена Ленина и золотой медали «Серп и Молот».
В 1950 году вышла замуж за Юрия Тяпкина.
После ухода в 1961 году матери на заслуженный отдых, перешла работать дояркой в её группу. Стала передовиком производства и одной из лучших доярок Костромской области. В 1985 году сама вышла на заслуженный отдых.
Умерла 11 ноября 2004 года.

## Награды
За трудовые успехи была удостоена:
- золотая звезда «Серп и Молот» (16.10.1950)
- орден Ленина (16.10.1950)
- другие медали.